# Mitch Murray
Mitch Murray (bürgerlicher Name: Lionel Michael Stitcher; * 30. Januar 1940 in Hove, Sussex) war ein britischer Songwriter. Er bildete zusammen mit seinem Partner Peter Robin Callander (* 10. Oktober 1939 in Hampshire), ebenfalls ein britischer Songwriter, eines der erfolgreichsten britischen Autorenteams der Popmusik in den 1960er und 1970er Jahren.

## Leben
Mirch Murrays einzige Beziehung zur Musik war in seiner frühen Jugend die beeindruckende Schallplattensammlung seines Vaters. Der ehemalige Verkäufer von Handtaschen begann zu komponieren, indem er ohne Notenkenntnisse seine Ideen auf dem elterlichen Tonbandgerät festhielt. Bei Musikverlagen gab man ihm den Rat, Radio zu hören, um zu erkennen, was als kommerziell gilt. Er suchte nach einer Formel, um Songs zu komponieren, die die organische Verschmelzung von Musik und Text brachten. Aber dabei sei die Struktur richtig platzierter Worte und Takte zunächst unwichtig, das Prinzip von Versuch und Irrtum sei bei Popmusik vorrangig. Seine ziemlich unkomplizierten Songs sind eine Resonanz der Ära, in der sie zum Hit wurden. Sie folgen dem amerikanischen Konzept vorhersehbarer Harmonie-Progression und oft wiederholter Phrasen (so genannte hooks). Nicht selbst singende Autoren waren Anfang der sechziger Jahre selten.

Mark Wynter - That Kinda Talk

Mitch Murrays erste veröffentlichte Komposition war die B-Seite I Knew It All The Time von der Dave-Clark-Five-Single That’s What I Said, die im Juni 1962 auf den Markt kam, jedoch die Hitparade verfehlte. Sein erster kommerzieller Erfolg war That Kinda Talk, die B-Seite von Mark Wynters Go Away Little Girl (Dezember 1962). Murray war bewusst, dass er für eine B-Seite Tantiemen erhalten würde, sobald sich die A-Seite als Hit herausstelle. Da die A-Seite einen sechsten Rang der britischen Hitparade erreichte, bekam er für seine Komposition 500 Pfund.
Der Musikverleger Dick James wurde durch den Produzenten der Band The Beatles, George Martin, auf den Jungkomponisten aufmerksam gemacht. Drei Kompositionen präsentierte Murray dem gerade ins Verlagsgeschäft eingestiegenen James, nämlich The Beetroot Song, Better Luck Next Time und How Do You Do It?. Hiervon hatten die Beatles am 4. September 1962, zusammen mit Love Me Do, den Titel How Do You Do It? ohne Begeisterung aufgenommen, sodass ihr Produzent Martin ihn unveröffentlicht archivieren ließ. Viele von Murrays frühen Kompositionen blieben der Öffentlichkeit verborgen, so etwa Save A Dream For Me (Text Tony Charles; Februar 1962), I Hate Getting Up in The Morning (Januar 1963), Looks Like They're in Love (Musik Les Reed; Februar 1963), You Momma's Out of Town (November 1963) oder Gonna Be A Good Boy Now (Januar 1964).
Das Schicksal von How Do You Do It?, das beinahe zur ersten Single der Beatles geworden wäre, nahm am 22. Januar 1963 eine unerwartete Wendung, denn an jenem Aufnahmetermin produzierte George Martin den Song diesmal mit Gerry & the Pacemakers. Nachdem der Titel am 1. März 1963 auf den Markt kam, gelangte er bis auf den ersten Rang, den er für drei Wochen innehatte. In den USA trug er mit zur British Invasion bei, denn er gelangte hier bis auf Rang neun. Dick James hatte inzwischen den jungen Murray in seinem Musikverlag Dick James Music aufgenommen. Bereits am 24. April 1963 waren Gerry & the Pacemakers erneut im Studio, um mit I Like It eine weitere Komposition von Murray einpegeln zu lassen. Genau vier Wochen später wurde der Titel veröffentlicht und brachte der Gruppe erneut einen ersten Rang ein.
Kurze Zeit danach war Mitch Murray in einem Londoner Kabarett eine gewisse Pauline Matthews aufgefallen. Er verschaffte ihr im Mai 1963 einen Plattenvertrag mit Fontana Records und überließ ihr die am 21. März 1963 registrierte Komposition Early Night, die noch im Mai unter ihrem Künstlernamen Kiki Dee erschien. Die Single blieb wie ein halbes Dutzend weiterer Singles erfolglos. Erst 1971 wurde sie als Duett-Partnerin von Elton John einer breiten Öffentlichkeit bekannt.
Aus der für den 8. Juli 1963 anberaumten Aufnahmesession für Freddie & the Dreamers wurde I’m Telling You Now als A-Seite ausgewählt, bei der Freddie Garrity als Murrays Autorenpartner registriert ist. Ergebnis war ein zweiter Platz der Charts. Am 26. September 1963 nahmen Freddie & the Dreamers sein You Were Made For Me auf, auch dessen B-Seite Drink This Up It’ll Make You Sleep stammte aus seiner Feder. Murray ärgerte sich allerdings darüber, dass die Gruppe seine Kompositionen ruinieren könne und bestand darauf, bei den Studioaufnahmen anwesend zu sein. Allerdings sah der Markt die Qualität von You Were Made For Me anders, denn sie kam bis auf Rang drei. Murrays Demonstrationsaufnahmen waren bis hin zum Tempo genau für die vorgesehenen Interpreten konfektioniert und sollten ohne Abweichung übernommen werden. Damit allerdings nahm er dem Produzenten den kreativen Spielraum, der ihm bei einer Aufnahme zusteht. Für den 9. Dezember 1963 war eine Aufnahmesession erneut mit Gerry & the Pacemakers anberaumt, die sich für Murrays I’m The One entschieden hatten, wiederum mit einem zweiten Platz in der Hitparade belohnt.
Unter dem 20. Januar 1964 veröffentlichte Murray das Buch How To Write A Hit Song, doch die literarische Gebrauchsanleitung für Komponisten wurde selbst kein Hit auf dem Buchmarkt. Lediglich der damals 12-jährige Sting wurde hierdurch offenbar inspiriert und bezeichnet Murray als seinen Mentor. Am 23. März 1964 standen wiederum Freddie & The Dreamers im Studio und nahmen Murrays Just For You auf, das im Juli 1964 auf den Markt kam. Murray war fokussiert auf diese beiden Gruppen, deren Erfolg fast ausschließlich von Murrays Kompositionen abhing. Mittlerweile hatte das sehr erfolgreiche weibliche Soul-Trio Supremes in Anerkennung der British Invasion im Oktober 1964 eine LP mit dem Titel A Bit of Liverpool herausgebracht, die auch Murrays How Do You Do It? enthielt. Johnny Kidd & the Pirates übernahmen als B-Seite I Hate Getting up in The Morning (aufgenommen am 10. September 1965).
Peter Callander taucht als Texter ersichtlich erstmals bei Walkin‘ Tall von Adam Faith auf, das nach Veröffentlichung am 11. Juli 1963 lediglich bis auf Platz 23 der Charts gelangte – enttäuschend für den erfolggewohnten Faith. Im Oktober 1965 verfasst Callander unter dem Pseudonym Robin Conrad zusammen mit Les Reed für die Brüder Paul und Barry Ryan deren erste Single Don’t Bring Me Your Heartaches, im April 1966 entsteht in Zusammenarbeit mit Ivor Raymonde für das Pop-Duo der Titel I Love Her.
Inzwischen hatte Shirley Bassey im März 1965 den Song Liquidator aufgenommen, der am 19. Dezember 1965 letzte Overdubbings in Hollywood erhalten hatte und als Titelsong im gleichnamigen Spionage-Film auftauchte, der in Großbritannien im Dezember 1965 in die Kinos kam (deutscher Titel: L – Der Lautlose). Lalo Schifrin hatte hierfür die gesamte Filmmusik geschrieben. Im Juni 1965 bringt Lulu die zwischen Callander (unter dem Pseudonym Robin Conrad) und David Reed entstandene Komposition Leava A Little Love bis auf die sechste Position der Hitparade. Am 26. November 1965 nimmt Tenor Kenneth McKellar den Titel A Man Without Love auf (Musik von Cyril Ornadel), der im Eurovisionswettbewerb 1966 einen neunten Rang erreicht. Danach schreibt Callander die Texte für vier Songs, deren Originale aus Italien stammten. Am 9. März 1966 wird sein Text für die italienische Komposition Ti Vedo Uscire unter dem englischen Titel Don’t Answer Me von Cilla Black aufgenommen, die hiermit bis auf Rang sechs der Charts vordringen kann. Tom Jones übernahm am 4. Mai 1966 Once There Was a Time. Es folgte A Fool Am I, aufgenommen am 10. August 1966 erneut mit Cilla Black, die hiermit Platz 13 erreichte.  Für Dusty Springfield textete Callander schließlich für deren Aufnahmesession am 14. April 1967 den Titel Give Me Time.

## Das Autorenteam Murray und Callander

Wayne Fontana – You made me what I am today

Bei allen bisherigen Titeln verfasste Mitch Murray meist sowohl die Musik als auch den Text. Murray hatte bereits sechs Kompositionen in die Hitparade gebracht, Callander konnte erst zwei Hits vorweisen, bevor sich beide als Autorenteam zusammenschlossen. Bereits Ende 1965 schreiben Callander und Murray erste gemeinsame Songs, wobei Callander zunächst wieder unter dem Pseudonym Robin Conrad auftaucht. So etwa bei You Made Me What I Am Today (B-Seite der Single It Was Easier To Hurt Her) für Wayne Fontana and the Mindbenders im November 1965 oder Down Came The Rain vom Dezember 1965, das Mitautor Murray unter dem Pseudonym „Mister Murray“ als eigene Single veröffentlicht. Ein Jahr später tauchen beide als Ko-Autoren vom humorvollen Titel I Drink to Your Memory / It Was A Good Song (Februar 1966) auf, wiederum von Mister Murray gesungen. Während der Song in Großbritannien durchfiel, brachte ihn Frank Zander in Deutschland unter dem Titel Ich trink auf Dein Wohl, Marie im Januar 1975 bis auf Rang vier.
Eine intensive und kontinuierliche Zusammenarbeit zwischen Murray und Callander begann erst im Jahre 1967, wobei sie eine Arbeitsteilung vereinbarten, denn Murray kümmerte sich um die Musik und Callander sollte für den Text zuständig sein. Erste gemeinsame Komposition von Murray und Callander mit ihren eigenen Namen war der Titel Tell The Boys, der in der britischen Vorausscheidung zur Eurovision am 25. Februar 1967 gegen Sandie Shaws Puppet on a String verliert und Zweiter wird. Der Song wird schließlich als B-Seite der Single Puppet on a String im März 1967 veröffentlicht und durch die A-Seite zum ersten Tophit des neuen Teams. Es folgt Even The Bad Times Are Good für die Tremeloes, für das Murray vier verschiedene Rhythmen ausprobierte und sich schließlich für den in der Popmusik seltenen Calypso entschied. Der im Juli 1967 veröffentlichte Song erreicht einen vierten Rang in den Charts. Für den 5. Oktober 1967 ist ein Studiotermin für Cliff Richard anberaumt, während dessen der Song All My Love entsteht, der wiederum auf ein italienisches Original zurückgeht. Hierzu steuert Peter Callander wiederum den englischen Text bei. Im Dezember 1967 schreiben sie für Wayne Fontana den Titel Gina, der jedoch nicht in die Charts kommt.

Georgie Fame – The Ballad of Bonnie And Clyde

Der größte Hit des Autorenteams ist The Ballad Of Bonnie And Clyde mit Georgie Fame, das die gesamte Geschichte des legendären amerikanischen Gangsterpaares erzählt und mit authentischen Schusswechseln garniert ist. Fame übernahm die Komposition, nachdem er den am 13. August 1967 in die Kinos gekommenen Gangster-Film Bonnie And Clyde gesehen hatte. Der am 1. Dezember 1967 veröffentlichte Storysong über den wirklichkeitsnahen Filminhalt war die erste Topplatzierung des Teams, die in den USA bis auf Rang sieben vordrang und weltweit fünf Millionen Exemplare umsetzte. Ein weiteres Mal übernahmen die Tremeloes mit Suddenly You Love Me ein italienisches Lied, zu dem wiederum Callander den Text verfasst hatte.
Der Balladier John Rowles schmetterte Hush…Not A Word To Mary im Juni 1968 in die Charts bis auf Rang 12, und die Softpop-Gruppe Vanity Fair erhielt für Hitchin’ A Ride eine Goldene Schallplatte, obwohl der Titel nach Veröffentlichung im Juni 1968 nur bis auf Rang 16 vordrang. Im Januar 1969 schrieb Callander für den von Christian Bruhn / Georg Buschor verfassten deutschen Originaltitel Monsieur Dupont für Sandie Shaw einen englischen Text, dessen Version Platz sechs der britischen Charts erreichte. Manfred Mann schaffte mit Ragamuffin Man im April 1969 Rang acht, Goodbye Sam Hello Samantha von Cliff Richard brachte es im Juni 1970 auf Rang sechs (dritter Mitautor war hier Geoff Stephens). Aus der Zusammenarbeit zwischen Geoff Stephens und Peter Callander entspringt der Titel Daddy Don't You Walk So Fast über eine Vater-Kind-Beziehung, zunächst in der Fassung von Daniel Boone (August 1971), danach gecovert von Wayne Newton und mit einem vierten Platz in den USA belohnt (April 1972).

## Plattenlabel
Das Autorenteam gründete im August 1972 das Label Bus Stop, das die Karriere von Paper Lace förderte. Erste Single war zunächst der untergegangene Titel Himalayan Lullabye von Steve Royal. Paper Lace wurde durch drei Titel zum einzigen Hitlieferanten des Labels. Erste Komposition von Murray / Callander für die britische Popband war Billy Don’t Be A Hero, das am 11. Februar 1974 erschien und die Nummer eins der Charts erreichte. Es handelte sich um eine erdachte Geschichte aus dem amerikanischen Bürgerkrieg. Das im April 1974 nachfolgende The Night Chicago Died, das das Heldentum während der Al-Capone-Zeit in Chicago verherrlicht, drang bis auf Rang 3 vor und verkaufte 2 Millionen Exemplare in den USA, wo es den ersten Platz schaffte. Einen Umsatz von 3 Millionen Platten erreichte dann die Fassung von Billy Don’t Be A Hero durch Bo Donaldson & the Heywoods, die im April 1974 ebenfalls die Topposition der US-Charts einnahmen. Dritter Hit für Paper Lace, allerdings nur mit einem elften Rang registriert, war The Black-Eyed Boys vom August 1974.
Die letzte Murray / Callander-Komposition für ihr Bus Stop-Label war Love Don’t Change als B-Seite von Sing Me von dem One-Hit-Wonder The Brothers, deren A-Seite im Januar 1977 bis auf Platz acht hochkletterte.

## Kompositionen für Tony Christie

Tony Christie – Las Vegas

Im Jahre 1971 begann die Karriere des Pop-Tenors Tony Christie, der seinen Erfolg insbesondere dem Autorenteam Murray / Callander zu verdanken hat. Christie veröffentlichte bereits seit November 1967 Platten, jedoch brachte ihm erst die im Januar 1971 erschienene Single Las Vegas / So Deep Is The Night, komponiert und produziert vom Autorenteam, den Durchbruch. Der Message-Song gegen die Spielsucht erreichte zwar lediglich Platz 21 der britischen Charts, ebnete jedoch den Hitparadenweg für weitere Singles. I Did What I Did For Maria, erneut komponiert und produziert durch Murray / Callander, erschien im Mai 1971 und war hitparadenmäßig mit einem zweiten Rang Christies größter Erfolg. Die am 8. Oktober 1971 erschienene Single (Is This The Way To) Amarillo, die von Murray / Callander lediglich produziert wurde und aus der Feder von Neil Sedaka und Howard Greenfield stammte, kam zwar lediglich bis auf Rang 18, entwickelte sich jedoch zu Tony Christies einzigem Millionenseller. Fast alle nachfolgenden Singles von Tony Christie stammten aus der Feder von Murray / Callander, so etwa Don’t Go Do Town To Reno. Die im Mai 1972 erschienene Single spielte in den britischen Charts keine Rolle mehr, Tony Christie konnte sich jedoch zunehmend in Deutschland profilieren. Avenues And Alleyways vom Februar 1973 war danach die Titelmelodie der britischen Fernsehserie The Protectors (ab 20. April 1977 in Deutschland unter dem Titel Kein Pardon für Schutzengel), die am 29. September 1972 erstmals in Großbritannien über die Bildschirme lief. Allein für diese Serie haben Murray und Callander über 400 Titel geschrieben. Das Jahr 1972 war kreativer Höhepunkt des Autorenteams, als von ihnen insgesamt 31 Produktionen und/oder Kompositionen erschienen, die meisten hiervon für Tony Christie.

## Weitere Hits für andere Plattenlabels
Murray und Callander konzentrierten sich jedoch nicht auf ihr eigenes Plattenlabel, sondern schrieben auch für labelfremde Künstler. Am 15. März 1969 entschieden sich die Lords als B-Seite der Single People World für Four O’Clock in New York, Giorgio Moroder übernahm 1970 Arizona Man / Sally Don’t You Cry (und war Ko-Autor mit dem Autorenteam), 1971 kamen 14 Produktionen oder Kompositionen auf den Markt, darunter erneut für Tony Christie (etwa Give Me Your Love Again, Love Is A Friend of Mine, I Never Was A Child, My Love Song oder Sunday Morning).

## Statistik
Für Mitch Murray sind bei BMI 164 Titel urheberrechtlich registriert, während für Peter Callander insgesamt 229 Titel geschützt sind. Doppelregistrierungen durch gemeinsame Kompositionen sind in den Zahlen enthalten. The Ballad Of Bonnie And Clyde und zwei weitere Kompositionen erhielten einen BMI-Award.